# Phaonia mimopalpata
Phaonia mimopalpata este o specie de muște din genul Phaonia, familia Muscidae, descrisă de Ma și Xiaolong Cui în anul 1992. Conform Catalogue of Life specia Phaonia mimopalpata nu are subspecii cunoscute.